# Кубок світу з біатлону 2013—2014 — етап 3
Третій етап Кубка світу з біатлону 2013—14 проходить в Ансі, Франція, з 12 по 15 грудня 2013 року. До програми етапу включено 6 гонок: спринт та гонка переслідування у чоловіків та жінок, а також чоловіча та жіноча естафети.

## Гонки
Розклад гонок наведено нижче.
| Дата      | Час       | Гонка                            |
| --------- | --------- | -------------------------------- |
| 12 грудня | 14:30 CET | Жінки, естафета 4x6 км           |
| 13 грудня | 14:30 CET | Чоловіки, естафета 4x7,5 км      |
| 14 грудня | 10:30 CET | Жінки, спринт 7,5 км             |
| 14 грудня | 13:15 CET | Чоловіки, спринт 10 км           |
| 15 грудня | 11:15 CET | Чоловіки, переслідування 12,5 км |
| 15 грудня | 13:25 CET | Жінки, переслідування 10 км      |

## Чоловіки

### Призери
| Гонка:                                                                         | Золото:                                                            | Час                                           | Срібло:                                                          | Час                                           | Бронза:                                                                | Час                                           |
| Естафета 4 x 7,5 км Протокол [Архівовано 19 грудня 2013 у Wayback Machine.]    | Росія Іван Черезов Олександр Логінов Євген Гаранічев Антон Шипулін | 1:14:01.8 (0+0) (0+2) (0+0) (0+1) (0+0) (0+0) | Німеччина Ерік Лессер Андреас Бірнбахер Арнд Пайффер Сімон Шемпп | 1:14:02.1 (0+0) (0+2) (0+1) (0+0) (0+0) (0+1) | Австрія Крістоф Зуманн Даніель Мезотіч Домінік Ландертінгер Сімон Едер | 1:14:28.6 (0+0) (0+2) (0+1) (0+0) (0+0) (0+1) |
| Спринт 10 км Протокол [Архівовано 14 грудня 2013 у Wayback Machine.]           | Йоганнес Бо Норвегія                                               | 22:06.7 (0+0)                                 | Ондрей Моравець Чехія                                            | 22:39.6 (0+0)                                 | Мартен Фуркад Франція                                                  | 22:43.8 (0+1)                                 |
| Переслідування 12,5 км Протокол [Архівовано 15 грудня 2013 у Wayback Machine.] | Йоганнес Бо Норвегія                                               | 31:43.7 (0+1+0+0)                             | Ерік Лессер Німеччина                                            | 32:21.2 (0+0+0+0)                             | Антон Шипулін Росія                                                    | 32:22.8 (0+0+1+0)                             |

## Жінки

### Призери
| Гонка:                                                                       | Золото:                                                                       | Час                                                       | Срібло:                                                          | Час                                           | Бронза:                                                        | Час                                           |
| Естафета 4 x 6 км Протокол [Архівовано 12 грудня 2013 у Wayback Machine.]    | Німеччина Франціска Пройс Андреа Генкель Франціска Гільдебранд Лаура Дальмаєр | 1:06:27.8 (0+1) (0+1) (0+0) (0+0) (0+0) (0+1) (0+0) (0+0) | Україна Юлія Джима Віта Семеренко Валя Семеренко Олена Підгрушна | 1:06:51.1 (0+0) (0+3) (0+0) (0+1) (0+0) (0+0) | Норвегія Тіріл Екгофф Фанні Горн Сіннове Солемдаль Тура Бергер | 1:06:51.6 (0+1) (0+2) (0+1) (0+1) (0+0) (0+2) |
| Спринт 7,5 км Протокол [Архівовано 14 грудня 2013 у Wayback Machine.]        | Селіна Гаспарен Швейцарія                                                     | 20:51.4 (0+0)                                             | Кайса Мякяряйнен Фінляндія                                       | 20:59.7 (0+1)                                 | Валя Семеренко Україна                                         | 21:02.9 (0+1)                                 |
| Переслідування 10 км Протокол [Архівовано 15 грудня 2013 у Wayback Machine.] | Валя Семеренко Україна                                                        | 28:05.4 (1+0+0+0)                                         | Ірина Старих Росія                                               | 28:09.6 (0+0+0+0)                             | Тіріл Екгофф Норвегія                                          | 28:20.9 (0+0+1+0)                             |

## Досягнення
Найкращий виступ за кар'єру
|  |  |

Перша гонка в Кубку світу
|  |  |